# Homoeomma uruguayense
Homoeomma uruguayense är en spindelart som först beskrevs av Cândido Firmino de Mello-Leitão 1946. 
Homoeomma uruguayense ingår i släktet Homoeomma och familjen fågelspindlar. Inga underarter finns listade i Catalogue of Life.